# 温州府

温州府在浙江省的位置（1820年）

温州府，明朝时设置的府，清朝沿用。

## 历史沿革

### 明朝
明朝洪武元年（1368年）改温州路為府，属浙江行省，治所在永嘉县（縣城、府治屬溫州市鹿城區），“上八府”之一。轄永嘉、樂清、平陽三縣及瑞安一州，範圍大約等同今日的溫州市（不包含泰順縣西南少數地區、文成縣大部分）以及台州市所轄溫嶺市西南部少數地區、玉環縣與麗水市青田縣東部少數地區、福建福鼎市沙埕鎮台山列島。洪武二年（1369年），降瑞安州為瑞安縣。洪武九年（1376年），浙江行省改为浙江布政使司，溫州隸之。
景泰三年（1452年），析瑞安縣、平陽縣地置泰順縣。
成化五年（1469年），析溫州府樂清縣、台州府黃巖縣地置太平縣，隸台州府。
入清以前，溫州府增設一縣，轄五縣。

### 清朝
清朝时，府治仍为永嘉縣。雍正六年（1728年）後，溫州府範圍大約等同今日的溫州市（不包含泰順縣西南少數地區、樂清市少數地區、文成縣大部分、洞頭區大部分）以及麗水市青田縣東部少數地區、福建福鼎市沙埕鎮台山列島。
雍正六年（1728年），析溫州府樂清縣、台州府太平縣地置玉環廳，為溫處道直轄之直隸廳，不屬溫州府。
至此，溫州府辖五县如下：
- 永嘉縣（麗水市：青田縣東部少數地區；溫州市：洞頭區少數地區[i]、龍灣區大部分、甌海區大部分、鹿城區、今永嘉縣）
- 樂清縣（溫州市：洞頭區少數地區[j]、樂清市大部分）
- 瑞安縣（溫州市：平陽縣少數地區[k]、龍灣區少數地區[l]、甌海區少數地區[m]、文成縣東部、今瑞安市大部分）
- 泰順縣（溫州市：文成縣南部少數地區[n]、今泰順縣大部分）
- 平陽縣（溫州市：瑞安市少數地區[o]、今平陽縣大部分、龍港市、蒼南縣；福建寧德市：福鼎市沙埕鎮台山列島）

### 中华民国
民國初年，全国废府州厅改县，于民国二年（1913年）废，共開府545年。

## 職官

### 衝繁疲難
清代依據各地民情之不同，制定了選任地方官員的標準。
|                  | 永嘉縣 | 瑞安縣 | 樂清縣 | 平陽縣 | 泰順縣 |
| ---------------- | ------ | ------ | ------ | ------ | ------ |
| 交通位置重要程度 | 衝     | 衝     | 衝     | 衝     |        |
| 政務負擔程度     | 繁     | 繁     | 繁     | 繁     |        |
| 稅賦完納程度     |        |        |        |        |        |
| 居民刁悍程度     |        |        | 難     |        |        |

## 延伸阅读
[在维基数据编辑]
 《欽定古今圖書集成·方輿彙編·職方典·溫州府部》，出自陈梦雷《古今圖書集成》